# Vitănești - Răsmirești (sit SPA)
Vitănești - Răsmirești este o zonă protejată (arie de protecție specială avifaunistică - SPA) situată în  Muntenia, pe teritoriul județului Teleorman.

## Localizare
Aria naturală se află în partea central-estică a județului Teleorman, pe teritoriile administrative ale comunelor Măgura, Mârzănești, Răsmirești și Vitănești și pe cel al orașului Alexandria și este străbătută de drumul național DN6, care leagă municipiul Alexandria de București.

## Descriere
Situl „Vitănești - Răsmirești” a fost declarat arie de protecție specială avifaunistică oadată cu adoptarea Hotărârii de Guvern nr.971 din 2011, prin modificarea și comletarea H.G. 1284/2007 (privind declararea ariilor de protecție specială avifaunistică, ca parte integrantă a rețelei ecologice europene Natura 2000 în Romania) și se întinde pe o suprafață de 1.107,2 hectare.
Aria protejată aflată în bazinul inferior al râului Teleorman și încadrată în bioregiunea geografică continentală a Câmpiei Burnazului (subunitate geomorfologică a Câmpiei Române), reprezintă o zonă naturală (râuri, lacuri, pășuni, terenuri arabile și culturi și păduri de luncă) ce asigură condiții de hrană, cuibărit și viețuire pentru mai multe specii de păsări migratoare, de pasaj sau sedentare .

## Avifaună
La baza desemnării sitului se află câteva păsări enumerate în anexa I-a a Directivei Consiliului European 147/CE din 30 noiembrie 2009 (privind conservarea păsărilor sălbatice), unele aflate pe lista roșie a IUCN.

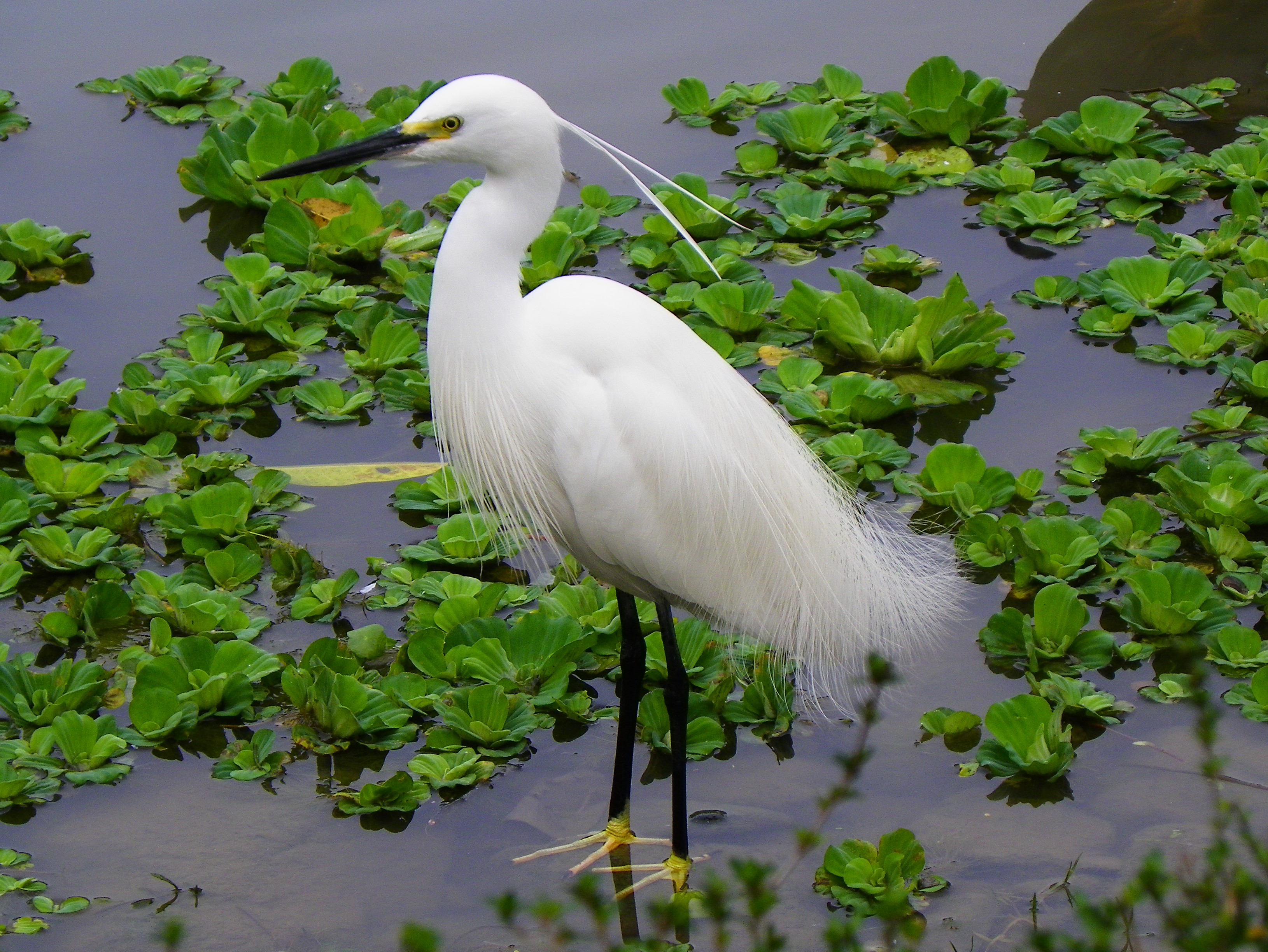
Egretă mică (Egretta garzetta)

Specii de păsări protejate prin lege, semnalate în arealul sitului: șorecar-mare (Buteo rufinus), chirighiță-cu-obraz-alb (Chlidonias hybridus), barză albă (Ciconia ciconia), erete de stuf (Circus aeruginosus), dumbrăveancă (Coracias garrulus), cioară de semănătură (Corvus frugilegus), presură de grădină (Emberiza hortulana), vânturel de seară (Falco vespertinus), piciorongul (Himantopus himantopus), sfrâncioc roșiatic (Lanius collurio), sfrânciocul cu frunte neagră (Lanius minor), stârc de noapte (Nycticorax nycticorax), bătăuș (Philomachus pugnax), cioc-întors (Recurvirostra avosetta), fluierar de mlaștină (Tringa glareola) sau egretă mică (Egretta garzetta).

## Căi de acces
- Drumul național DN6 pe ruta: București - Cornetu - Ghimpați - Drăgănești-Vlașca - Văceni - Vitănești.

## Monumente și atracții turistice
În vecinătatea sitului se află câteva obiective de interes istoric, cultural și turistic; astfel:
- Biserica „Sfinții Apostoli Petru și Pavel” (1842-1846, restaurată în 1902-1904); Biserica „Adormirea Maicii Domnului” (1858-1860); Biserica „Sfinții Împărați Constantin și Elena” (1852) și Biserica  „Izvorul Tămăduirii” (1859-1861) din Alexandria.
- Biserica "Sf. Apostoli" din Alexandria, construcție 1846, monument istoric.
- Catedrala Sfântul Alexandru din Alexandria, construcție 1869 - 1898.Biserica de lemn din Teleormanu-Groșeni

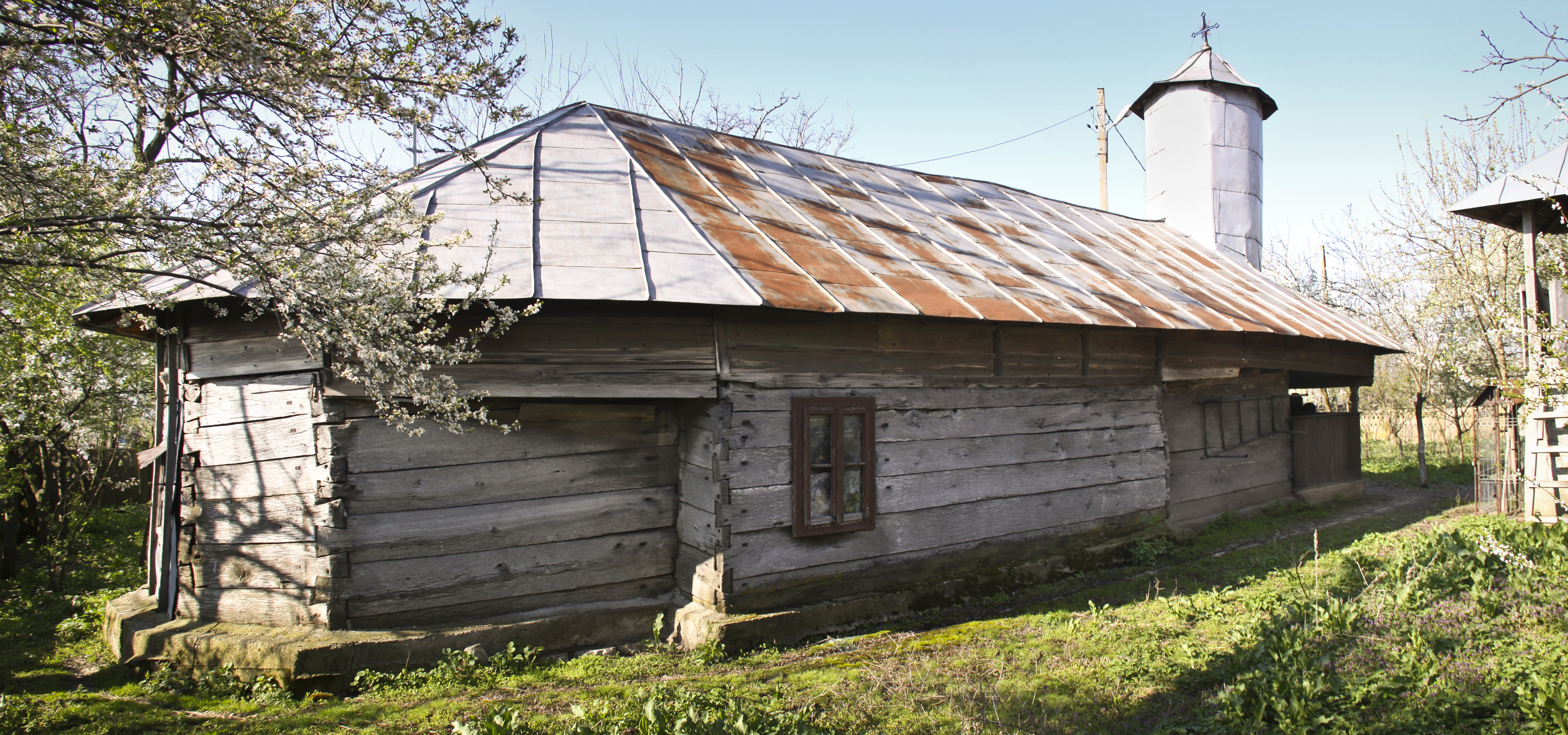
Biserica de lemn din Teleormanu-Groșeni

- Biserica de lemn „Sf. Nicolae” din Teleormanu-Groșeni, construcție 1815, monument istoric.
- Biserica "Sf. Împărați" din Răsmirești, construcție 1850, monument istoric.
- Ansamblul bisericii "Adormirea Maicii Domnului" (biserica și turnul-clopotniță) din Cernetu, construcție 1832, monument istoric.
- Stella Maris de la Vitănești (o copie fidelă a Capelei Stella Maris, construită în curtea Castelului Reginei Maria de la Balcic, Bulgaria) în care se află mormântul lui Victor Antonescu.
- Muzeul de Istorie din Alexandria, construcție 1934, monument istoric.
- Clădirea primăriei din Măgura
- Situl arheologic "La Biserică" de la Măgura(așezări atribuite perioadelor: Hallstatt, Cultura Basarabi, Eneolitic, Cultura Gumelnița, Bronz timpuriu, Cultura Glina).